# Bardmoor
Bardmoor es un lugar designado por el censo ubicado en el condado de Pinellas en el estado estadounidense de Florida. En el Censo de 2010 tenía una población de 9732 habitantes y una densidad poblacional de 1.643,72 personas por km².

## Geografía
Bardmoor se encuentra ubicado en las coordenadas 27°51′22″N 82°45′12″O / 27.85611, -82.75333. Según la Oficina del Censo de los Estados Unidos, Bardmoor tiene una superficie total de 5.92 km², de la cual 5.73 km² corresponden a tierra firme y (3.24%) 0.19 km² es agua.

## Demografía
Según el censo de 2010, había 9732 personas residiendo en Bardmoor. La densidad de población era de 1.643,72 hab./km². De los 9732 habitantes, Bardmoor estaba compuesto por el 88.75% blancos, el 2.56% eran afroamericanos, el 0.57% eran amerindios, el 4.3% eran asiáticos, el 0.04% eran isleños del Pacífico, el 1.71% eran de otras razas y el 2.09% pertenecían a dos o más razas. Del total de la población el 7.2% eran hispanos o latinos de cualquier raza.